# Amédée de Boret

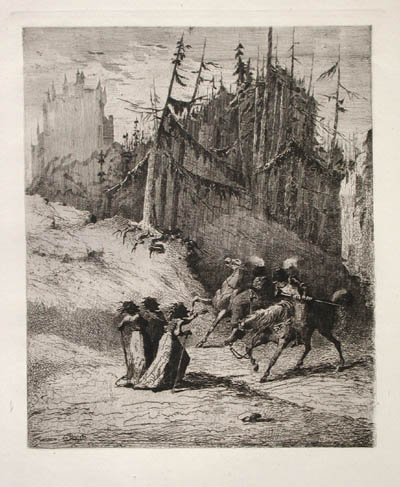
Amédée de Boret, Ruiters en heksen, 1866

Amédée de Boret (Jussey, 4 september 1837 – Raincourt, 20 april 1916) was een Frans schilder en etser.
Amédée de Boret werd geboren in het departement Haute-Saône. Vanaf 1860 stelde hij zijn werk tentoon op de Salon van Parijs. Vier van zijn etsen werden tussen 1866 en 1867 uitgegeven door Cadart in Parijs.
Amédée de Boret was gespecialiseerd in fantastische en macabere voorstellingen, hierdoor werd zijn kunst vaak als abnormaal bestempeld. Desondanks was een van Borets bewonderaars zijn beroemde tijdgenoot en illustrator Gustave Doré (1832-1883). Het werk van Boret bevindt zich in de collecties van de Bibliothèque nationale in Parijs en de National Gallery van Canada.
- Bibliothèque nationale de France: cb15294862s (data)
- International Standard Name Identifier: 0000 0000 3481 1056
- Library of Congress Control Number: n97043290
- RKD-Nederlands Instituut voor Kunstgeschiedenis: 420237
- Système universitaire de documentation: 114455465
- Virtual International Authority File: 9128204
- WorldCat: E39PBJrrC7txbHjcPBj7BGMgKd